# Hylarana tytleri
Hylarana tytleri es una especie de anfibio anuro de la familia Ranidae.

## Distribución geográfica
Esta especie habita:
- en Nepal;
- en la India en Bengala Occidental, Assam, Meghalaya, Nagaland, Mizoram, Orissa y Uttar Pradesh;
- en Bangladés.[3]

Su presencia es incierta en Bután.

## Descripción
Esta especie fue eliminada de su sinonimia con Rana erythraea por Ohler y Mallick en 2003, en la cual fue colocado por Stoliczka en 1870.

## Etimología
Esta especie lleva el nombre en honor a Robert Christopher Tytler (1818-1872).

## Publicación original
- Theobald, 1868 : Catalogue of reptiles in the Museum of the Asiatic Society of Bengal. Journal of the Asiatic Society of Bengal, vol. 37, p. 7-88[4]